# Жослін Ківрен
Жослі́н Ківре́н (фр. Jocelyn Quivrin; нар. 14 лютого 1979, Діжон, Франція — пом. 15 листопада 2009, Сен-Клу, О-де-Сен, Франція) — французький актор кіно та телебачення.

## Біографія
Жослін Ківрен народився 14 лютого 1979 року в Діжоні (Бургундія, Франція) в сім'ї лікаря-анестезіолога Венсана Бофіса. Ківрен вивчав кінематограф і радіомовлення в Коледжі Гектора Берліоза у Венсенні, східному передмісті Парижа. Потім він поступив в університет Університет Нантер і отримав ступінь бакалавра з літератури, одночасно вивчаючи кінематограф. Проте, незабаром він кинув навчання і зайнявся професійною кар'єрою. Він провів кілька місяців у школі драматичної майстерності «École des Enfants Terribles» і згодом відвідував зайняття ще на декількох курсах.

## Кар'єра
Дебют Жосліна в кіно відбувся у 13 років, коли він зіграв одного з головних героїв, герцога Філіпа Анжуйського, в історичній драмі Роже Планшона «Луї, дитина-король» (1992). Фільм взяв участь в 46-му Каннському кінофестивалі 1993 року, де Ківрен придбав свого першого агента. Він знявся в кількох костюмованих драмах, зокрема у фільмі «Лотрек» (1998) Роже Плашона і, разом з Наталі Бей, в «Дитя просвіти» (2002) режисера Данієля Віня за романом Франсуази Шандернагор. Пізніше, в 2007-му, він зіграв графа де Нанзака в драмі режисера Лорана Бутонна «Помста бідняка», дія якого відбувається в першій третині XIX століття. У тому ж році вийшов фільм Даніеля Віня «Жан де Лафонтен — виклик долі» про переломний момент в житті висхідної зірки французької літератури, де Жослін зіграв молодого Людовика XIV.
У 2003-му Жослін Ківрен зіграв у кримінальному трилері режисера Тьєррі Біністі «Ненажера», у 2004-му — в драмі «Вища школа» Робера Саліса, на зйомках якої Жослін познайомився з французькою акторкою Алісою Тальйоні, яка згодом стала його дружиною.
Першою акторською роботою Жосліна Ківрена на телебаченні була роль в телесеріалі «Банда авантюристів» (фр. Les compagnons de l'aventure, 1990), яку він зіграв у 10-річному віці. У 2001 році актор здобув популярність у французького глядача, зігравши головну роль у серіалі «Растіньяк», телевізійній адаптації роману Оноре де Бальзака. Гра Ківрена була отримала багато схвальних відгуків у французьких ЗМІ, а на фестивалі телевізійних фільмів у Баньєр-де-Люшоні він отримав нагороду за найкращу чоловічу роль.
Паралельно з роботою в кіно і на телебаченні, Ківрен також виступав на театральній сцені. У 2003 році він зіграв роль лорда Дарлінгтона в постановці «Віяла леді Віндермір» за Оскаром Уайльда, де його партнерками були Каролін Сельє та Мелані Дуте. У 2008 році він з'явився на Авіньйонському фестивалі у виставі «Ти мене кохаєш?» за п'єсою Реджепа Мітровіста.
У 2005 році Жослін Ківрен отримав роль детектива Нерто у трилері «Імперія вовків», де він зіграв у парі з Жаном Рено. Фільм став комерційно успішним, що допомогло росту кар'єри Ківрена. Він також брав участь у двох «оскароносних» фільмах — історичній драмі «Єлизавета» (1998) і в розкритикованому політичному трилері «Сиріана» (2005), з Джорджем Клуні і Меттом Деймоном у головних ролях.
Найвизначнішою роллю Жосліна Ківрена стала роль Шарлі Даґута у фільмі за книгою сучасного письменника Фредеріка Беґбеде «99 франків» (2007). За роль другого плану Ківрена було номіновано на премію «Сезар» у категорії Найперспективніший актор; він отримав премію «Люм'єр» в категорії Найкращий молодий актор і премію «Золота зірка кіно» Французької академії кінопреси в категорії Найкращий новачок-актор.
У 2006 році Жослін Ківрен як режисер поставив за власним сценарієм короткометражний фільм «Актор», до зйомок у якому залучив своїх друзів-акторів, зокрема Наталі Бей, що зіграла головну роль.
У 2008-му Жослін Ківрен знявся у фільмі Лізи Азуелос «LOL» з Софі Марсо. Його останній фільм, «Усі разом — це занадто» вийшов у Франції в лютому 2010 року.

## Смерть
Жослін Ківрен трагічно загинув в автокатастрофі, що сталася на шосе А13 15 листопада 2009 року. Він втратив контроль над своїм спортивним двомісним Ariel Atom на в'їзді до тунелю Сен-Клу. Автомобіль спалахнув і актор загинув, замкнутий в понівеченому кузові. Було знайдено спідометр, що показував 230 кілометрів на годину, хоча не вдалося з'ясувати, чи дійсно Жослін рухався з такою швидкістю чи це сталося внаслідок сильного удару. Французька преса і телебачення повідомляли, що дорога була мокрою від дощу.
Похорони Ківрена відбулися 21 листопада 2009 року в паризькій церкві Реформаторів на авеню Гранд-Арме. Окрім родичів і близьких друзів Жосліна Ківрена, вшанувати його пам'ять прийшли багато зірок театру і кіно.

## Особисте життя
Жослін Ківрен був одружений з акторкою Алісою Тальйоні, з якою має сина Чарлі (нар. 18 березня 2009).

## Фільмографія (вибіркова)

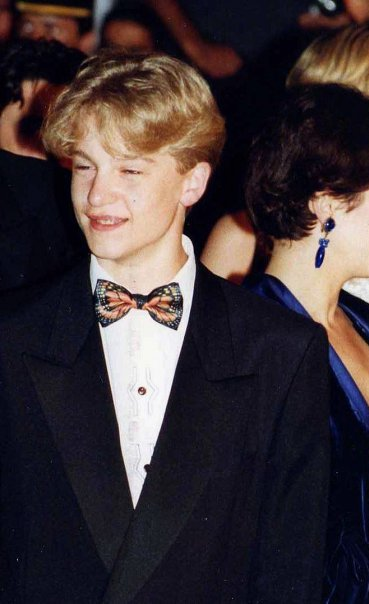
Жослін Ківрен на Каннському МКФ у 1993

| Рік       |    | Українська назва              | Оригінальна назва                 | Роль                |
| --------- | -- | ----------------------------- | --------------------------------- | ------------------- |
| 1989—2006 | с  | Комісар Наварро               | Navarro                           | Жеремі              |
| 1990      | с  | Банада авантюристів           | Les compagnons de l'aventure      |                     |
| 1991—2005 | с  | Мегре                         | Maigret                           | Гус                 |
| 1992      | с  | Жулі Леско                    | Julie Lescaut                     | Ерве                |
| 1993—2004 | с  | Шкільний учитель              | L'instit                          | Фаб'єн              |
| 1993      | ф  | Луї, дитина-король            | Louis, enfant roi                 | Філіп, герцог Анжу  |
| 1993      | с  | Аліс Невер                    | Le Juge est une femme             | П'єр                |
| 1995      | ф  | Для крихітки Маргері          | Au petit Marguery                 | Ріке                |
| 1995      | ф  | Фієста                        | Fiesta                            | Жан                 |
| 1996      | тф | Чоловічі історії              | Histoires d'hommes                | Рено                |
| 1997      | тф | Клара і її суддя              | Clara et son juge                 | Джефф               |
| 1997      | кф | Кінець ночі                   | La fin de la nuit                 | молодий хлопець     |
| 1998      | ф  | Лотрек                        | Lautrec                           | кузен Анрі          |
| 1998      | ф  | Можливо                       | Peut-être                         | марсіанин           |
| 1998      | кф | Сімейне різдво                | Noël en famille                   |                     |
| 1999      | тф | Спосіб сказати                | La façon de le dire               | Джуліус             |
| 2000      | ф  | Викладач                      | Le prof                           | Франк               |
| 2000      | ф  | Без пломби                    | Sans plomb                        |                     |
| 2000      | тф | Лід                           | La banquise                       | Анрі                |
| 2001      | с  | Растіньяк                     | Rastignac ou les ambitieux        | Ежен де Растіньяк   |
| 2001      | ф  | Клеман                        | Clément                           | Матьє               |
| 2001      | тф | Нана                          | Nana                              | Філіп Муффат        |
| 2002      | с  | Дитя просвіти                 | L'enfant des Lumières             | великий Алексіс     |
| 2002      | ф  | Нещадний                      | Féroce                            | Клеман              |
| 2003      | ф  | Без неї                       | Sans Elle                         | Леонард             |
| 2003      | ф  | Ненажера                      | L'outremangeur                    | Марк Бріссе         |
| 2003      | ф  | Вища школа                    | Grande école                      | Луї-Арно            |
| 2005      | кф | Ультиматум                    | L'ultimatum                       | Ніколя              |
| 2005      | ф  | Імперія вовків                | L'empire des loups                | Поль Нерту          |
| 2005      | ф  | Сиріана                       | Syriana                           | Венсан              |
| 2005      | ф  | Помста бідняка                | Jacquou le croquant               | граф де Нанзак      |
| 2006—2010 | с  | Швидка медична допомога       | Équipe médicale d'urgence         | Патрік Кальво       |
| 2007      | кф | Актор                         | Acteur                            | Анрі Рено           |
| 2007      | ф  | Жан де Лафонтен — виклик долі | Jean de La Fontaine - Le défi     | Людовик XIV         |
| 2007      | ф  | Кохання Астреї і Селадона     | Les amours d'Astrée et de Céladon | Лісіда              |
| 2007      | ф  | 99 франків                    | 99 francs                         | Шарль «Шарлі» Даґут |
| 2007      | ф  | Два життя... плюс одне        | Deux vies... plus une             | Девід Клейн         |
| 2008      | ф  | Наш безжальний світ           | Notre univers impitoyable         | Віктор Бандіні      |
| 2008      | ф  | Відчайдушні шахраї            | Ca$h                              | Лебрюн              |
| 2008      | ф  | Інтимні пригоди               | À l'aventure                      | Фред                |
| 2008      | ф  | LOL                           | LOL (Laughing Out Loud)           | Люка                |
| 2009      | с  | Друге народження              | Revivre                           | Дов                 |
| 2009      | ф  | Інкогніто                     | Incognito                         | Тома                |
| 2009      | ф  | Сім'я Вольберг                | La famille Wolberg                | Данієль, блондин    |
| 2010      | ф  | Усі разом — це занадто        | Ensemble, c'est trop              | Себастьєн           |

## Визнання
| Премія «Сезар»    |                                  |                     |           |  |  |
| 2008              | Найперспективніший актор         | 99 франків          | Номінація |  |  |
| Премія «Люм'єр»   |                                  |                     |           |  |  |
| 2008              | Найкращий молодий актор          | 99 франків          | Перемога  |  |  |
|                   |                                  |                     |           |  |  |
| 2008              | Приз Патріка Девара              | Приз Патріка Девара | Перемога  |  |  |
| Золота зірка кіно |                                  |                     |           |  |  |
| 2008              | Найкращий дебют у чоловічій ролі | 99 франків          | Перемога  |  |  |